# Paepalanthus serrinhensis
Paepalanthus serrinhensis är en gräsväxtart som beskrevs av Silveira. Paepalanthus serrinhensis ingår i släktet Paepalanthus och familjen Eriocaulaceae. Inga underarter finns listade i Catalogue of Life.